# Killian Scott
Cillian Damien Murphy (nascido em 6 de julho de 1985) é um ator irlandês, mais conhecido profissionalmente como Killian Scott. Ele é mais conhecido por seu papel como Tommy na série Love/Hate da RTÉ One.

## Infância
O caçula de seis filhos, Scott cresceu em Sandymount, Dublin, e frequentou o St Michael's College em Ailesbury Road em Dublin 4. Seus irmãos incluem o ex-político Eoghan Murphy e o dramaturgo Colin Murphy. Seu interesse em atuar foi inspirado pela atuação de seu irmão Eoghan em uma produção escolar de Hamlet. Ele estudou Inglês e Filosofia na University College Dublin antes de se mudar para Londres para estudar no Drama Centre.

## Carreira
Inicialmente começando no teatro, ele mudou seu nome para Killian Scott para evitar confusão com Cillian Murphy, outro ator irlandês. Ele ganhou fama na Irlanda pelo papel de Tommy em Love/Hate, que começou a ser exibido em 2010. Durante os próximos anos, Scott apareceu em pequenos papéis em filmes, incluindo '71 e Calvary, bem como estrelando Black Ice de 2013.
Depois de Love/Hate terminar, Scott apareceu em seu primeiro papel principal no thriller irlandês Traders em 2015. Scott se juntou a Ripper Street para as séries quatro e cinco em 2016, interpretando o Comissário Assistente Augustus Dove. No mesmo ano, ele apareceu em Trespass Against Us . Em 2017, ele apareceu em Strike como DI Eric Wardle. No mesmo ano, ele foi escalado para o papel principal em Damnation, substituindo Aden Young, que deixou o show devido a diferenças criativas. Devido à saída de Young, Scott filmou o episódio piloto uma semana após ser escalado no final de 2016. A série foi escolhida pela USA Network em junho de 2017, com as filmagens começando no mês seguinte. Damnation foi cancelado depois que sua primeira temporada terminou em janeiro de 2018. Ele estrelou em The Commuter com Liam Neeson em 2018 e descreveu o filme como um "verdadeiro destaque da carreira".
Em 2019, Scott estrelou ao lado de Sarah Greene em Dublin Murders, baseado na série de livros Dublin Murder Squad de Tana French. Ele interpreta o personagem principal, Detetive Rob Reilly, e adotou um sotaque inglês para o papel. A série foi filmada em Belfast e Dublin durante sete meses.
Em abril de 2021, Scott foi escalado para a próxima série de streaming de super-heróis Disney+ Secret Invasion, ambientada no Universo Cinematográfico da Marvel.

## Filmografia

### Cinema
| Ano  | Título                 | Função          | Notas           |
| ---- | ---------------------- | --------------- | --------------- |
| 2007 | Creatures of Knowledge | Matt            |                 |
| 2008 | Christian Blake        | Guarda 2        | Não creditado   |
| 2009 | The Rise of the Bricks | Lucas           | Também escritor |
| 2012 | The Tragedy of Macbeth | Banquo          | Direct-to-DVD   |
| 2013 | The Rafters            | Jonathan        |                 |
| 2013 | Good Vibrations        | Ronnie Matthews |                 |
| 2013 | Black Ice              | Jimmy Devlin    | Papel principal |
| 2014 | Calvary                | Milo Herlihy    |                 |
| 2014 | '71                    | James Quinn     |                 |
| 2014 | Get Up and Ho          | Coilin          | Papel principal |
| 2015 | Traders                | Harry Fox       | Papel principal |
| 2016 | Trespass Against Us    | Kenny           |                 |
| 2018 | The Commuter           | Dylan           |                 |

### Televisão
| Ano       | Título           | Papel                            | Notas                          |
| --------- | ---------------- | -------------------------------- | ------------------------------ |
| 2010–2014 | Love/Hate        | Tommy Daly                       | Papel principal, 27 episódios  |
| 2010      | Single-Handed    | James Kerrigan                   | 3 episódios                    |
| 2011–2013 | Jack Taylor      | Cody Farraher                    | Papel principal, 6 episódios   |
| 2014      | Call the Midwife | Declan Doyle                     | Episódio #3.6                  |
| 2014      | Siblings         | Bryn                             | Episódio: "Burrito Neighbours" |
| 2016      | Ripper Street    | Asst. Commissioner Augustus Dove | Temporada 4–5                  |
| 2017–2018 | Strike           | D.I. Eric Wardle                 | Papel recorrente               |
| 2017–2018 | Damnation        | Seth Davenport                   | Papel principal                |
| 2019      | Dublin Murders   | Detective Rob Reilly             | Papel principal                |
| 2022      | Secret Invasion  | TBA                              | Pré-produção; minissérie       |